# オーロラ (ディズニー)
- 眠れる森の美女 (アニメ映画) > オーロラ (ディズニー)
- ディズニープリンセス > オーロラ (ディズニー)

オーロラ（Aurora）は、ウォルト・ディズニー・プロダクション（現ウォルト・ディズニー・スタジオ）の長編アニメーション第16作『眠れる森の美女』（1959年）に登場する架空のキャラクターであり、ディズニープリンセスの1人｡
歌手のメアリー・コスタが声を担当したオーロラは、ステファン王とリア王妃の一人娘。邪悪な魔女マレフィセントは、オーロラの洗礼式に招待されなかったことへの復讐を企て、生まれたばかりのオーロラに死の呪いをかける。3人の善良な妖精の一人であるメリーウェザーは、オーロラが眠るだけになるように呪いを弱め、心から愛する者のキスで呪いが解けるようにした。マレフィセントの呪いを完全に阻止しようと決意した妖精たちは、オーロラを守るために森の奥の小屋で育て、16歳の誕生日を辛抱強く待つ。
オーロラは、シャルル・ペローの童話『眠れる森の美女』に登場する王女と、グリム童話の再話『ブライア・ローズ姫』に登場するヒロインをモデルにしている。作曲家のウォルター・シューマンがコスタを見つけるまで、ウォルト・ディズニーは数年間、オーロラの声にふさわしい女優を見つけるのに苦労し、この映画を完全に白紙にしかけた。さらに、コスタの南部訛りが原因で、彼女が映画の期間中イギリス訛りを維持できることを証明するまで、危うく役を失うところだった。前代未聞の緻密な背景描写に対応するため、オーロラの洗練されたデザインは、アニメーターたちがアール・ヌーヴォーからインスピレーションを得て、それまでのアニメキャラクターにはなかったほどの労力を必要とした。マーク・デイヴィスがアニメーションを担当したオーロラのスレンダーな体格は、女優オードリー・ヘプバーンにインスパイアされたもの。わずか18行の台詞で、数分しか登場しないオーロラは、長編ディズニー・アニメーションのどの主人公よりも台詞が少ない。
1959年に公開された『眠れる森の美女』は、批評的にも商業的にも失敗作となり、ディズニー・スタジオは30年にわたり童話のアニメ映画化を断念した。オーロラ自身は、その消極的な性格と白雪姫との類似性から、映画批評家からもフェミニズム批評家からも否定的な評価を受け、30年後の1989年に『リトル・マーメイド』のアリエルが登場するまで、ディズニーの最後のプリンセスであり続けることになった。しかし、コスタの歌唱力は高く評価され、これをきっかけに彼女はオペラ歌手として本格的に活動を始め、大成功を収めた。時系列的には、オーロラは3番目のディズニープリンセスである。女優のエル・ファニングは、1959年のアニメーション映画『眠れる森の美女』をタイトルキャラクターの視点から再映画化した映画『マレフィセント』（2014年）で、実写版のオーロラを演じた。5年後を舞台にした『マレフィセント2』（2019年）でも役を続投した。

## 製作

### 構想と描画
映画監督のウォルト・ディズニーは、童話『眠れる森の美女』を長編アニメ映画にしようと数年前から奮闘しており、シャルル・ペロー版とグリム兄弟版の両方をベースにするつもりだった。ディズニーは、歌手のメアリー・コスタを見つけるまで、この映画の製作を完全に断念することを考えていた。オーロラが誕生した当時、ディズニーのプリンセスは白雪姫とシンデレラの2人しかおらず、それぞれディズニーの『白雪姫』（1937年）と『シンデレラ』（1950年）のヒロインだった。ディズニーは、3人目のプリンセスを『白雪姫』とはできるだけ違うものにしたかったが、2人のキャラクターとそれぞれのストーリーにはいくつかの強い共通点が残っている。『Moviefone』のゲイリー・サスマンは、「両作品には、若く美しい王女に嫉妬する邪悪な魔女、コミカルな管理人たちと森のコテージに隠れる王女、そして魔女は王女を死のような眠りにつかせ、真実の愛のキスだけが王女を目覚めさせることができることが共通している」と述べた。
原作では、王女は王子のキスで目覚めるまで100年間眠り続けるが、映画ではフィリップ王子の登場を早めたため、オーロラはもっと早くに目覚める。グリム童話では、王女は15歳で指を刺す運命にあるが、ディズニーは16歳の設定にした。オーロラの名前は、チャイコフスキーのバレエとグリム童話の両方から取っている。チャイコフスキーは自分のプリンセスを「オーロラ」と呼んでいたが、グリム童話では「小さなブライア・ローズ」と名付けていた。このことが最終的にディズニーにインスピレーションを与え、映画では両方の名前を使うことになった。オーロラは、ウォルト・ディズニーが生前、その構想に直接関わった最後のプリンセスとなった。

### 声優
オーロラの声を担当しているのはアメリカ人歌手のメアリー・コスタで、1952年にキャスティングされたとき、彼女は22歳だった。コスタはディズニー映画のファンとして育ち、最初に観たのは『白雪姫』だった。子供の頃、コスタはこの映画に憧れ、バスタオルをマントに見立て、白雪姫の真似をして家の中を練り歩いた。オーロラの役を得たことについて、コスタは「適切な時期に適切な場所に居合わせただけだ」と語っている。映画製作者たちはオーロラのキャスティングに長い間苦労しており、このキャラクターにふさわしい声を3年間探していた。ディズニー自身も、適切な声優が見つからない限り、この企画を棚上げにすることを検討していた。コスタは、彼女を有力者に紹介したいという友人から招待されたエンターテインメント業界のディナーパーティーに出席し、そこでポピュラー・スタンダード「恋に落ちた時 (When I Fall in Love)」を披露した。それを聴いた映画作曲家のウォルター・シューマンは、彼女の歌唱力に感銘を受け、オーロラの声優にならないかとコスタに持ちかけ、翌朝オーディションを受けるよう誘った。出演が決まるかどうか疑っていたにもかかわらず、コスタはオーディションを受けることに同意した。翌日スタジオに到着すると、作曲家のジョージ・ブランズがコスタを歓迎し、鳥の鳴き声を披露するよう求めた。しかし、テネシー州ノックスビル出身のコスタは、南部訛りが強く、映画全編にわたって偽のイギリス訛りを維持できることを証明するまで、出演が危ぶまれた。映画製作者たちは、この状況を、イギリス人女優ヴィヴィアン・リーが映画『風と共に去りぬ』（1939年）のスカーレット・オハラ役で南部訛りのフリに成功した状況になぞらえた。オーディションから数時間以内に、ウォルト・ディズニー本人がコスタに電話で仕事を依頼し、彼女は即座に承諾した。オーロラは、コスタにとって初めての大役となった。

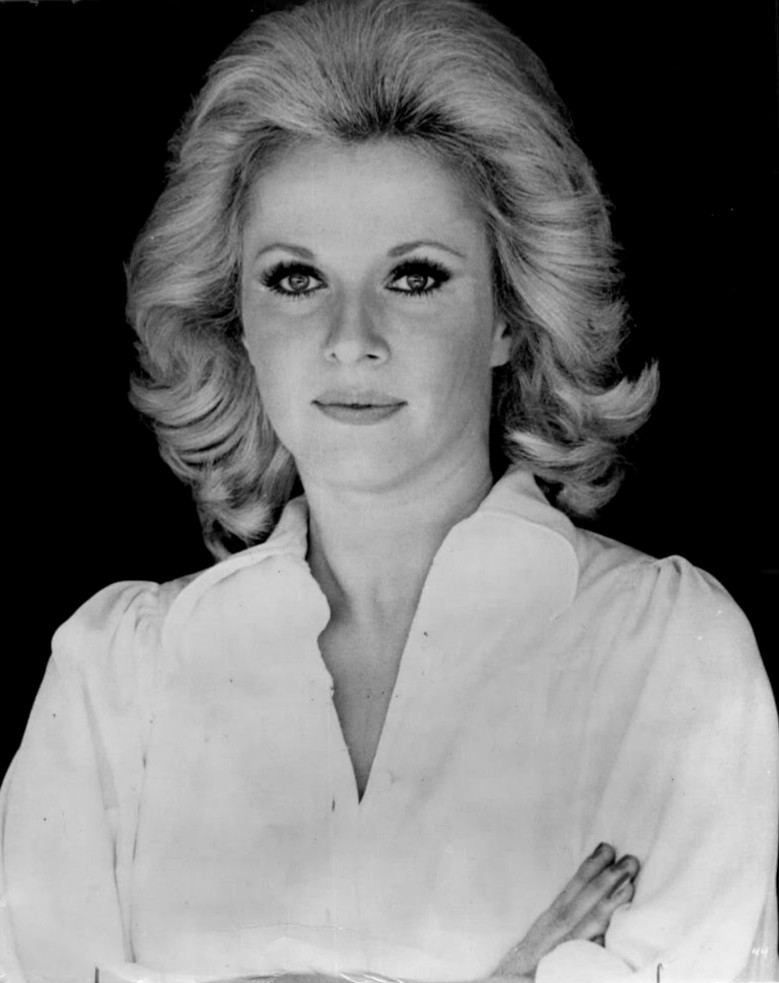
オーロラの声を担当したのはアメリカ人歌手のメアリー・コスタで、この役のためにイギリス訛りを装っている。

コスタはウォルト・ディズニーと9ヶ月間、少なくとも週に2回は連絡を取り合ったが、ほとんど電話のみであった。プロデューサーが、コスタの性格や容姿がオーロラ像に影響を与えることを恐れたからである。2人が初めて会ったのは、コスタが映画の中でウォルトのお気に入りの曲である「いつか夢で (Once Upon a Dream)」をレコーディングしていたときだった。コスタがウォルトに、オーディションを受けた女優の中からなぜ自分をオーロラ役に起用したのかと尋ねると、プロデューサーは、「彼女の歌声が言葉の延長のように聞こえたからだ」と説明した。ウォルトはコスタに「声で絵を描くように」とアドバイスし、誰にもセリフを実演させないようにした。ウォルトはまた、コスタに風邪をひかないようにし、レコーディング・セッションの2時間前には温かい食事を摂り、声帯を鍛え、毎晩9時間の睡眠をとるように指示した。ウォルトとコスタは特別な父娘関係を築いた。オーロラの監督アニメーターであるマーク・デイヴィスは、コスタの作法をキャラクターに取り入れるため、彼女が仕事をしている間、しばしばコスタを観察し、スケッチしていた。コスタは、フローラ、フォーナ、メリーウェザーの声をそれぞれ担当した女優のヴェルナ・フェルトン、バーバラ・ジョー・アレン、バーバラ・ルディと親しく仕事をし、マレフィセントの声を担当した女優のエレノア・オードリーを心から尊敬していた。また、フィリップ王子の声を演じた俳優ビル・シャーリーともレコーディングを行い、後に彼に恋心を抱いていたことを告白した。コスタは、オーロラとフィリップが出会うシーンをお気に入りとして挙げている。コスタを発掘した作曲家シューマンは、ディズニーとの創造性の違いから結局このプロジェクトから離れ、結局映画が完成する前に亡くなった。
コスタの歌声は、オペラとポップを融合させたようなものだった。オーロラの歌は、製作開始から1年以内に録音された。コスタはレコーディングの前に、オーケストラとライブで歌の練習をしていた。コスタは3年間映画の製作に携わった後、コスタのボーカルと台詞に合わせた映像を完成させるのに、アニメーターたちはさらに数年を要したため、映画が完成するずっと前の1955年にようやくレコーディングを終えた。コスタは、ストーリーの変化に合わせて、しばしばスタジオに戻ってセリフを録り直しており、彼女はそれを「骨の折れる作業だ」と表現した。しかし、わずか18行の台詞しかないオーロラは、完全に無言のダンボは別として、ディズニー長編アニメの他のどの主人公よりも口数が少なく、深い眠りから覚めた後はまったく台詞がない。最終的にウォルト・ディズニー自身は、『眠れる森の美女』でのコスタの演技から、彼女にプロのオペラ歌手としてフルタイムのキャリアを歩むよう勧め、「メアリー、3つのDを忘れるな。Dedication（献身）、Determination（決意）、Discipline（規律）だ。そうすれば、Dream（夢）を実現できる！」とアドバイスした。コスタの給料は週250ドルだった。

### 個性とデザイン
ディズニープリンセスのウェブサイトに掲載されたオーロラの紹介文には、かつて「穏やかで愛情深い」と書かれていた。ウォルト・ディズニーはオーロラを「非常に重層的なキャラクター。でも一味違い、彼女は落ち着いていて、でも遊び心がある。ユーモアのセンスがあり、イマジネーションがある」とコスタに紹介した。オーロラは非常に受動的なキャラクターだという一般的な意見とは裏腹に、コスタはオーロラが実際には「非常に強い」と考えている。「女性らしさの美しい擬人化」と称しながら、彼女の強さの例としてフローラ、フォーナ、メリーウェザーに逆らう衝動を挙げている。非常に保護された環境で3人の女性だけに育てられたオーロラは、フィリップと出会うまで一度も男性と接したことがなかった。そのため、オーロラは単なる寂しがり屋ではなく「生来ロマンチック」なのだとコスタは考えていた。「彼女の中には、もしかしたら自分でも気づいていないような、とてもロマンチックで、何かを期待しているような部分があったのかもしれない」と説明し、両親とは対照的に3人の年上の女性に育てられたことが、彼女を「少し年上なのに、彼女はこの若い突き抜けた精神を持っていた」のだと評価した。とても愛情深い性格のオーロラは、孤独な生活を楽しんでいた。さらに、オーロラが森の動物たちと親しく交わることは、彼女が愛情深い性格であることを示すのに使われている。

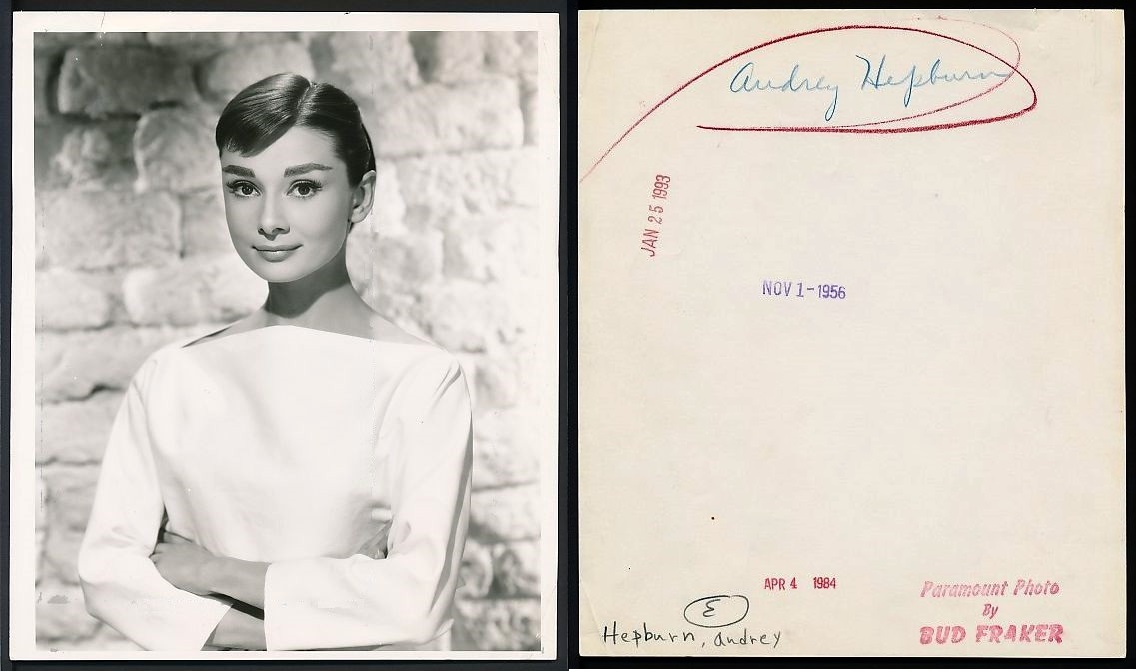
イギリスの女優オードリー・ヘプバーンのスレンダーな体型が、オーロラの体格にインスピレーションを与えた。

ウォルト・ディズニーは、オーロラを「可能な限りリアルに」見せるようアニメーターたちに要求した。アニメーターのマーク・デイヴィスは、オーロラのスーパーバイジング・アニメーターとして、最も重要なシーンのアニメーションを担当し、敵役であるマレフィセントのアニメーションも手がけた。デイヴィスは、白雪姫やシンデレラ、『ふしぎの国のアリス』（1951年）のアリス、『ピーター・パン』（1953年）のティンカー・ベルのアニメーションを担当しており、『眠れる森の美女』の製作に取り掛かった時点で、既に「ウォルト・ディズニーの美少女アニメーターの一人」としての地位を確立していた。ウォルト・ディズニー・ファミリー博物館によれば、ヒロインはアニメーション化するのが最も難しいキャラクターのひとつだが、デイヴィスの人体や解剖学に関する知識は、「これらの象徴的な女性キャラクターに命を吹き込み、信憑性のあるものにした」という。他の『眠れる森の美女』のアニメーターたちが、アーティスティック・ディレクターのアイヴァンド・アールがかつてないほど細密な背景を好んだことに適応するのに苦労したのに対し、デイヴィス自身はむしろこの新しいスタイルを受け入れた。オーロラではキャラクター・デザイナーのトム・オーブと協力し、デイヴィスは「エレガンスな主役」を作り上げた。オーブはブライヤー・ローズのスカートのプリーツに縦の線を描き、髪に二次元の渦巻きを取り入れた。アールの縦と横の背景を引き立てる、凛とした角ばったフォルムのプリンセスは、それまでのディズニーのヒロインたちよりもより洗練されていたため、それまでのどのアニメキャラクターよりも細部にまで気を配る必要があった。クオリティー・コントロール・アニメーターのイワオ・タカモトは、オーロラの製作を「絵がとても洗練されていたため、手間のかかる仕事だった」と語り、最終的に自分のような中間管理職は1日に7枚しか絵を描けなかったという。デイビスはセンスの良さを特徴とする芸術性で、オーロラの金色のロングカールにアール・ヌーヴォーとアール・デコを取り入れた。コスタによれば、オーロラの外見を悪い方向に変えてしまうような別のアニメーターに交代することなく、全編を通してデイヴィスがオーロラのアニメーションを担当した。オーロラの洗練された特徴は、同じように魅力的だが、より人を操る宿敵マレフィセントの特徴を補完している。どちらのキャラクターもデイヴィスがアニメーション化した。
ウォルト・ディズニーは、オーロラのアニメーション製作中、コスタにデイヴィスと密接に仕事をするよう強く勧め、彼女が自分のキャラクターについてできるだけ多くを学び、彼女のあらゆる側面に慣れるようにした。オーロラを声優に似せて描いたデイビスは、コスタが話したり歌ったりするときに手でジェスチャーをする癖をキャラクターのデザインに取り入れ、ファンからボイスオーバーと間違って言われたときには、コスタの声は「私たちがアニメーション化した音の海だ」と説明し、演技を擁護した。デイヴィスとコスタはやがて親しい友人となった。女優でダンサーのヘレーネ・スタンリーがオーロラの実写モデルを務め、アニメーターたちに視覚的な参考を提供した。オーロラをアニメーション化するためには高度なリアリズムが要求されるため、スタンリーが採用された。スタンリーの衣装は、当時シュイナード美術大学でアニメーターの教え子だったデイビスの依頼で、衣装デザイナーのアリス・エステスがデザインした。映画の背景のタペストリー模様を引き立てるため、エステスは「（タペストリーが）アニメーション化されたように動く」ドレスをデザインすることに同意した。エステスとデイヴィスは最終的に結婚した。一方、イギリスの女優オードリー・ヘプバーンがオーロラの体型のインスピレーション源となり、オーロラ姫の「エレガントでスレンダーな特徴」を借用した。オーロラのドレスをピンクにするかブルーにするかでスタジオの意見が対立し、これはフローラとメリーウェザーの口論という形で映画に書き込まれた。オーロラの登場時間は、合計でわずか18分である。

## 海外版
1959年に『眠れる森の美女』が公開されると同時に吹き替えが開始され、1年の間に吹き替え回数が10回に達した。その後、ディズニーは新たな国へとマーケットを拡大し、吹き替え版の数は増え続け、また大規模な再吹き替えも開始された。今日に至るまで、最初に公開された10種類の吹き替え版のうち、一度も再吹き替えされることなく現在も使用されているのは5種類のみである。現在までに、合計34の吹き替え版が多くの言語で使用されており、さらに9種類が後に新しい吹き替え版に置き換えられている。
当初、デンマーク語版と最初のラテンアメリカのスペイン語版では、オーロラの台詞部分はそれぞれエレン・ウィンターとエストレリータ・ディアスが担当し、歌唱部分も担当することになっていた。しかし、デンマークの監督たちが彼女の声はオーロラの歌に合わないと考えたため、ウィンターはインゲ・スタウスに代わったが、ディアスは歌の録音をしないまま、台詞を録音した直後に亡くなったため、歌うことはなかった。
| 世界の吹き替え版声優 | 世界の吹き替え版声優                                                  | 世界の吹き替え版声優                                                  |
| 言語                 | 台詞部分                                                              | 歌唱部分                                                              |
| -------------------- | --------------------------------------------------------------------- | --------------------------------------------------------------------- |
| アラビア語           | ラシャ・タラート（رشا طلعت）                                          | ラシャ・タラート（رشا طلعت）                                          |
| ブルガリア語         | ヴィルマ・カルタルスカ（Вилма Карталска）                             | エマヌエラ（Емилия Цветкова）                                         |
| 広東語               | ルイ・ビクナ（雷碧娜）                                                | メイ・チャン（陈美凤）                                                |
| 広東語               | チョン・プイダック（张佩德）                                          | メイ・チャン（陈美凤）                                                |
| クロアチア語         | マーヤ・ポサヴェック（Maja Posavec）                                  | レナタ・サブジャック（Renata Sabljak）                                |
| チェコ語             | イベタ・ドゥフコバ（Iveta Dufková）                                   | イベタ・ドゥフコバ（Iveta Dufková）                                   |
| デンマーク語         | エレン・ウィンター（Ellen Winther）                                   | インゲ・シュトース（Inge Stauss）                                     |
| オランダ語           | マリア・デ・ブーイ（Maria de Booy）                                   | クリスティン・シュピーレンブルク（Christine Spierenburg）             |
| オランダ語           | ヨーク・デ・クライフ（Joke de Kruijf）                                |                                                                       |
| 英語                 | メアリー・コスタ（Mary Costa）                                        | メアリー・コスタ（Mary Costa）                                        |
| フィンランド語       | メルヴィ・ヒルトゥネン（Mervi Hiltunen）                              | パヴィ・リスティマキ（Päivi Ristimäki）                               |
| フランス語           | イレーヌ・ヴァロワ（Irène Valois）                                    | ユゲット・ブーランジェ（Huguette Boulangeot）                         |
| フランス語           | ジャニーヌ・フォーニー（Jeanine Forney）                              | ダニエル・リカーリ（Danielle Licari）                                 |
| ドイツ語             | マリア・ミルデ（Maria Milde）                                         | マリア・ミルデ（Maria Milde）                                         |
| ギリシア語           | アグリキ・ディミトラコポウルー（Αγγελική Δημητρακοπούλου）            | アグリキ・ディミトラコポウルー（Αγγελική Δημητρακοπούλου）            |
| ヘブライ語           | リモール・シャピラ（לימור שפירא）                                     | リモール・シャピラ（לימור שפירא）                                     |
| ヒンディー語         | N/A                                                                   |                                                                       |
| ハンガリー語         | マーリア・ティボルディ（Tiboldi Mária）                               |                                                                       |
| ハンガリー語         | アーグネシュ・ベルタラン（Bertalan Ági）                              | ケルテシ・イングリッド                                                |
| アイスランド語       | ラールン・ラールスドッティル（Þórunn Lárusdóttir）                    | ラールン・ラールスドッティル（Þórunn Lárusdóttir）                    |
| インドネシア語       | N/A                                                                   |                                                                       |
| インドネシア語       | エスティ・ローミアティ（Esty Rohmiati）                               |                                                                       |
| イタリア語           | マリア・ピア・ディ・メオ                                              | ティナ・センティ（Tina Centi）                                        |
| 日本語               | 高田敏江                                                              | 牧三都子                                                              |
| 日本語               | すずきまゆみ                                                          |                                                                       |
| 朝鮮語               | ハム・スジョン（함수정）                                              | ホン・ファジン（홍화진）                                              |
| マレー語             | N/A                                                                   | N/A                                                                   |
| 標準中国語           | ウォン・ライ・ワー（王儷樺）                                          | ザオ・スー（趙粟）                                                    |
| ノルウェー語         | リヴ・ラグンヒルド・ソーム・トームベリ（Liv Ragnhild Sømme Tomeberg） | リヴ・ラグンヒルド・ソーム・トームベリ（Liv Ragnhild Sømme Tomeberg） |
| ポーランド語         | マリア・ブロニエフスカ（Maria Broniewska）                            | ボグナ・ソコルスカ（Bogna Sokorska）                                  |
| ポーランド語         | マウォルザタ・ドゥウゴシュ（Małgorzata Długosz）                      |                                                                       |
| ブラジルポルトガル語 | マリア・アリス・バレット（Maria Alice Barreto）                       | マリア・ノルマ・モラエス・イルナー（Maria Norma Moraes Illner）       |
| イベリアポルトガル語 | カルラ・ガルシア（Carla Garcia）                                      | アナ・パウラ・アルメイダ（Ana Paula Almeida）                         |
| ルーマニア語         | メディアナ・ヴラド（Mediana Vlad）                                    | メディアナ・ヴラド（Mediana Vlad）                                    |
| ロシア語             | カリーナ・セルビナ（Карина Сербина）                                  | カリーナ・セルビナ（Карина Сербина）                                  |
| スペイン語           | エストレリータ・ディアス（Estrellita Díaz）                           | グアダルーペ・ペレス・アリアス（Lupita Pérez Arias）                  |
| スペイン語           | ローラ・アヤラ（Laura Ayala）                                         | ブレンダ・ルイス（Brenda Ruiz）                                       |
| スウェーデン語       | リズ＝ベス・オルソン（Liz-Beth Olsson）                               | リズ＝ベス・オルソン（Liz-Beth Olsson）                               |
| スウェーデン語       | ビルギッタ・ラーション（Birgitta Larsson）                            |                                                                       |
| タイ語               | チャンジラ・ニンピタクポン（จันทร์จิรา นิ่มพิทักษ์พงศ์）                       | チャンジラ・ニンピタクポン（จันทร์จิรา นิ่มพิทักษ์พงศ์）                       |
| トルコ語             | テュレイ・ウヤル（Tülay Uyar）                                        | テュレイ・ウヤル（Tülay Uyar）                                        |
| ウクライナ語         | ダリナ・ムラシチェンコ（Дарина Муращенко）                            | ダリナ・ムラシチェンコ（Дарина Муращенко）                            |
| ベトナム語           | 未公表                                                                | 未公表                                                                |

## キャラクター設定とテーマ
オーロラは、ディズニー・ヒロインの「黄金時代」と呼ばれる3大ヒロインの一人であり、白雪姫とシンデレラと並んで、ディズニーの3大プリンセスの1人である。『ハローギグルズ』のキット・シュタインケルナーは、オーロラは「魔法が人生を変えてくれるのを待ち続ける、受動的なヒロインの傾向を引き継いでいる」と書いた。『ナーヴ』のソニア・サライヤは、オーロラを「自分で何も選択しない女性の頂点」と呼んだ。『MTV』に寄稿したローレン・ヴィノは、「オーロラは動物を愛し、化粧をして眠るという、プリンセスの基本を守っている」とし、『About.com』のデビッド・ヌセアは、オーロラは白雪姫やシンデレラに似た「優しくも無力なプリンセスのパターンを踏襲している」と書いた。『Bustle』のメアリー・グレース・ガリスは、「オリジナルのトリオは結婚を最終的な目的と救いの両方として求めている」とし、「それは文字通り、彼女ら自身の脱出手段であり、唯一の最終目的なのだ」と詳しく述べた。しかし、オーロラの夢と空想は、孤独と孤立から描かれているという意味で異なっており、本質的に、3人の妖精の代理母を超えた人間的なつながりを切望している。ウォルト・ディズニー・ファミリー博物館のボランティアであるルーカス・O・シーストロムは、オーロラがより自信に満ち、ディズニーのヒロインにありがちなナイーブさもあまりないことに同意した。オーロラの行動は周囲の決定や意見に左右されるが、アクションの大半はフィリップ王子が関わっていることを指摘したシュタインケルナーは、映画のクライマックスでも眠ったままなほど受動的なキャラクターだとジョークを飛ばした。『nerdology.org』のリサ・ケイ・カニンガムは、「オーロラの主体性が他の登場人物によって常に損なわれているにもかかわらず、登場する時間が少ないため、フェミニストとして分類するのは難しいが、彼女のたったひとつの積極的な決断は、フェミニスト・ディズニープリンセスの進化に大きな可能性を示している」と書いた。カニンガムは、「オーロラは依然として受動的な反応性に囚われているが、夢を追いかけようとする積極的な決断をひとつすることで、白雪姫よりも強いフェミニストとして大きな一歩を踏み出した」と結論づけた。作家のメリッサ・G・ウィルソンは、著書『ティーンのためのマッシュアップ（Mashups for Teens）』の「『眠れる森の美女』からビヨンセまで』の中で、自分がプリンセスであることを知った時のオーロラの反応は、若い女性に期待されるものとは異なる」と述べた。
オーロラは映画の主人公であると考えられている。『Tor.com』のリー・バトラーは、主人公は3人の善良な妖精にだと主張した。理由として、「彼女らは映画の中で全ての重要な決断を下し、アクションの原動力となるからであり、オーロラは単なるポーンに過ぎないからだ」と語った。また、「オーロラは映画の中でキャラクターとして成長することはない。彼女は行動しない。つまり、彼女は物語の主人公ではない」とも語った。『作家が著者になる手助け（Helping Writers Become Authors）』のK.M.ウェイランドも同意見で、「『眠れる森の美女』には、さらにはフィリップ王子にも弧がない。そしてさらに重要なのは、二人とも物語の最初から最後まで存在しないということだ。妖精たちがいなければ、プロットは何の推進力もまとまりもなかっただろう」と語った。『アニバンデル』のライターは、『眠れる森の美女』を最初に見たとき、オーロラを「ステレオタイプの最も否定的で受動的な意味での究極のディズニープリンセス。彼女自身の結末にまったく関与していない」と断じた。その後、鑑賞した著者の意見はやがて発展し、 「オーロラは彼女自身の結論にはほとんど関与していないが、それは彼女が非人間的であることの印ではなく、時には私たちがコントロールできない悪いことが起こるということを反映している」とた。『アニバンデル』は、オーロラは『眠れる森の美女』のタイトル・キャラクターではあるが、主人公とは言い難く、むしろこの映画には主人公が完全に欠けていると考えた。一方、オーロラは「考え、気持ち、願望、感情」を持っていることを理由に、この映画で最も共感できるキャラクターと呼んだ。作家のダグラス・ブロードは、著書『多文化主義とネズミ: ディズニー・エンターテインメントにおける人種と性（Multiculturalism and the Mouse Race and Sex in Disney Entertainment）』の中で、「オーロラを育てた妖精たちの姿は、まさに70年代を通じて多くのフェミニストたちが実験的に試みた、女性たちのコミューンのようなものを映し出している」と書いた。
ダラム・カレッジの『ウォーター・バッファロー』に寄稿したミシェル・マンローは、「最初の5人のディズニープリンセスは、白い肌、純朴さ、優しさ、思いやりといった身体的・性格的特徴を強調しており、当時のディズニーがプリンセスはこうあるべきだと信じていた姿を視聴者に示している」と指摘した。マンローは、オーロラは特に、時には甘やかされ、子供っぽく見えることがあると結論づけた。『シルバー・ペチコート・レビュー』のベイリー・キャベンダーは、オーロラの外見とスタイルは、グラフィック・アーティストのチャールズ・タナ・ギブソンが創作・デザインした人気キャラクター、ギブソン・ガールを彷彿とさせると考えた。キャベンダーによれば、オーロラの美しさは、映画が公開された当時、女性にとって理想的なものであり、「古典的な美の基準」を体現するものと考えられていた。ダグラス・ブロードは、著書『ディベート・ディズニー: 商業映画の教育学的視点（Debating Disney: Pedagogical Perspectives on Commercial Cinema）』の中で、オーロラが「現代（1950年代）の女性の魅力のモデル」であることに同意し、彼女の長いブロンドの髪を女優のブリジット・バルドーのそれと比較し、彼女のドレスをファッションデザイナーのクリスチャン・ディオールの作品になぞらえた。『The Dissolve』のノエル・マレーによれば、オーロラの物語は「若い女性が挿入を避けるよう注意されること」の比喩だという。同様に、コモン・センス・メディアに寄稿しているキャリー・R・ウヘドンは、ハンサムな王子によってオーロラが興奮するのは、若い女性の大人への移行と性の目覚めを象徴していると解釈した。『多文化主義とネズミ: ディズニー・エンターテインメントにおける人種と性（Multiculturalism and the Mouse Race and Sex in Disney Entertainment）』の著者ダグラス・ブロッドによれば、「オーロラは子供のような忠誠心と大人の本能の間で引き裂かれている」とし、『ディズニー中世: おとぎ話とファンタジーの過去（The Disney Middle Ages: A Fairy-Tale and Fantasy Past）』の著者ティソン・ピューは、「オーロラがフィリップ王子と初めて出会うことで、ファンタジーから現実へ、子供時代から女性時代へと、彼女を導く」と考えた。

## 登場

### 映画とテレビ
オーロラは『眠れる森の美女』（1959年）で、ステファン王とリア王妃の一人娘として初登場した。洗礼式に招待されなかったことに腹を立てた邪悪な妖精マレフィセントは、オーロラが16歳の誕生日に糸車の紡錘に指を刺して日没前に死ぬように呪いをかける。幸い、3人の善良な妖精のうちの1人、メリーウェザーが呪いを変え、死ぬのではなく、真実の愛からのキスで目覚めるまで眠るだけであるとした。メリーウェザーと他の2人の妖精、フローラとフォーナは、16歳の誕生日を迎えるまでマレフィセントからオーロラを守るため、ブライア・ローズという名で人里離れた小屋でオーロラを育てる。数年後、16歳のオーロラは森でハンサムな男性と出会う。彼が実はフィリップという王子で、彼女は幼い頃から婚約していたとは知らず、2人は恋に落ち、再会を約束する。しかし、妖精たちはついにオーロラの正体を暴き、傷心の王女を両親のもとへ帰すため、彼と会うことを禁じる。オーロラは城で一人、マレフィセントに誘われて糸車の針に指を刺し、マレフィセントは眠っているオーロラを妖精たちに見せる。そして彼女らはオーロラを一番高い塔のベッドに安らかに眠らせ、魔法が解けるまで王国全体を眠らせる。一方、マレフィセントはフィリップを捕らえていたが、彼が実はオーロラがその日の初めに森で会ったのと同じ男であることに気づき、妖精たちはフィリップを解放する。王国のみんなと一緒に、オーロラはフィリップのキスで目覚め、ついに両親と再会する。
『DISNEY PRINCESS おとぎの国のプリンセス/夢を信じて』（2007年）では、主人公を務める。女優のエリン・トーピーが声優を務めるオーロラが「魔法より大切なもの」というコーナーに登場する。妖精からの援助は断られ、代わりに自分の杖を渡される。最初は自分ひとりですべてをやり遂げようとするあまり杖を使いたがらなかったオーロラだが、やがてその任務に圧倒され、杖に屈する。しかし、彼女の魔法の未熟さがいくつかの結果を招き、デューク卿は、王室会議から戻ってきたステファン、リア、ユベール王、フィリップ王子に、巨大な鶏、緑の豚、牛について警告せざるを得なくなる。そして彼女は、他の人々が玉座の間に来る前に、魔法なしで解決することを余儀なくされる。彼女は両親、ユベール王、フィリップ王子、デューク卿、フローラ、フォーナ、メリーウェザーのためにパーティーを開く。

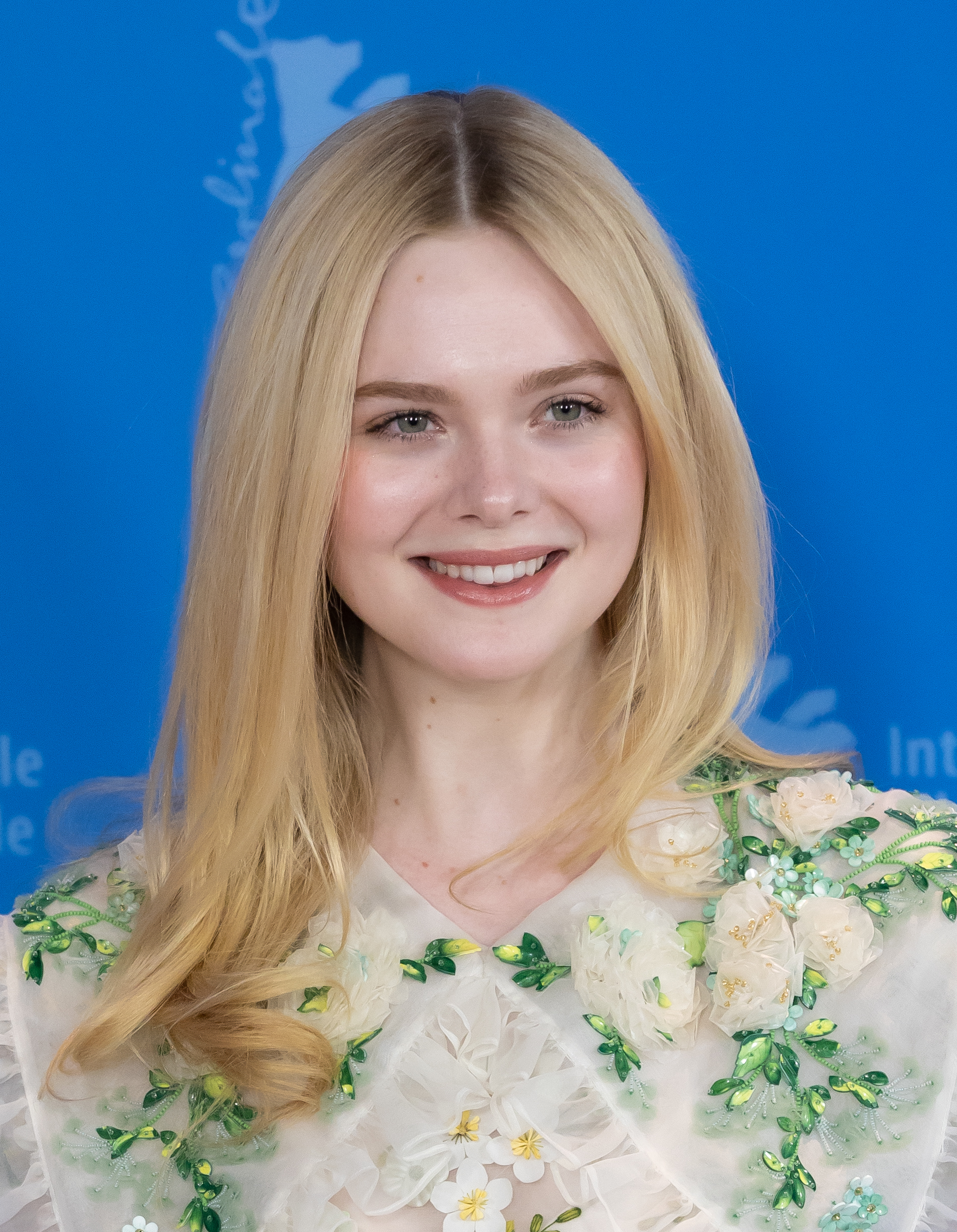
アメリカの女優エル・ファニングは『マレフィセント』とその続編でオーロラを演じた。

アニメ映画を実写でリメイクした『マレフィセント』（2014年）では、『眠れる森の美女』の物語が悪役の視点から描かれる。オーロラはエル・ファニングが演じ、ジャネット・マクティアは老女になったオーロラと判明する語り手を演じている。オーロラの父、ステファン王による数年前の裏切りに復讐するため、幼い頃、オーロラはマレフィセントに呪いをかけられる。3人の妖精ノットグラス、シスルウィット、フリットルがオーロラの養育を任されるが、彼女らの不手際のせいで、オーロラは16歳の誕生日を迎える前に命を落としてしまう。マレフィセントは、王女への同情がステファンへの怒りに打ち勝ち、手下のディアヴァルと共に、マレフィセント自身がオーロラを密かにではあるが育てる。幼い王女が最終的に初めてマレフィセントに出会ったとき、マレフィセントはオーロラの愛情深い性格に感動する。実の両親を知らないオーロラは、マレフィセントを自分の妖精の母親とみなしている。マレフィセントの呪いがついに成就したとき、呪いを解こうとする彼女の努力にもかかわらず、マレフィセント自身が（フィリップではなく）オーロラの眉間に後悔のキスをして呪いを解く。オーロラはその後、マレフィセントの羽を返すことで、王家の父からマレフィセントを救う。オーロラ姫はその後、自分の人間の王国とムーアとして知られる妖精の王国の両方の女王に即位する。
ファニングは続編『マレフィセント2』（2019年）で再びオーロラを演じる。オーロラがムーアの女王となって5年が過ぎた。ある日、フィリップはついに彼女に結婚を申し込む。マレフィセントは当初、フィリップの祝福を受け入れなかったにもかかわらず、オーロラの将来の義理の両親に会うため、フィリップの王国ウルステッドの城で夕食をとることに同意する。その後、マレフィセントはフィリップの父ジョン王を呪ったことを不当に責められ、オーロラは彼女と故郷に帰ることを拒否する。やがてオーロラは、ムーアでの生活だけでなく、母親であるマレフィセントが恋しくなる。やがて彼女は、王を呪ったのはフィリップの母イングリス王妃であり、ムーアの生き物を殺すための罠が仕掛けられていることを知る。オーロラとフィリップは、マレフィセントがイングリス女王との戦争を止めるのを助け、2人はついに結婚する。
オーロラは、女優サラ・ボルジャーが演じるTVシリーズ『ワンス・アポン・ア・タイム』のレギュラーキャラクターとしても登場する。『ちいさなプリンセス ソフィア』のエピソード「とくべつないちにち」でもゲスト出演し、アバローの神秘的なお守りによって、行方不明の継父ローランド2世を探すソフィア王女の手助けをするよう命じられる。彼女はソフィアに、昔自分がそうだったように、動物の友だちが助けてくれると約束する。
2017年のD23 Expoで発表されたように、オーロラは他のディズニープリンセスとともに映画『シュガー・ラッシュ:オンライン』に登場した。

### その他

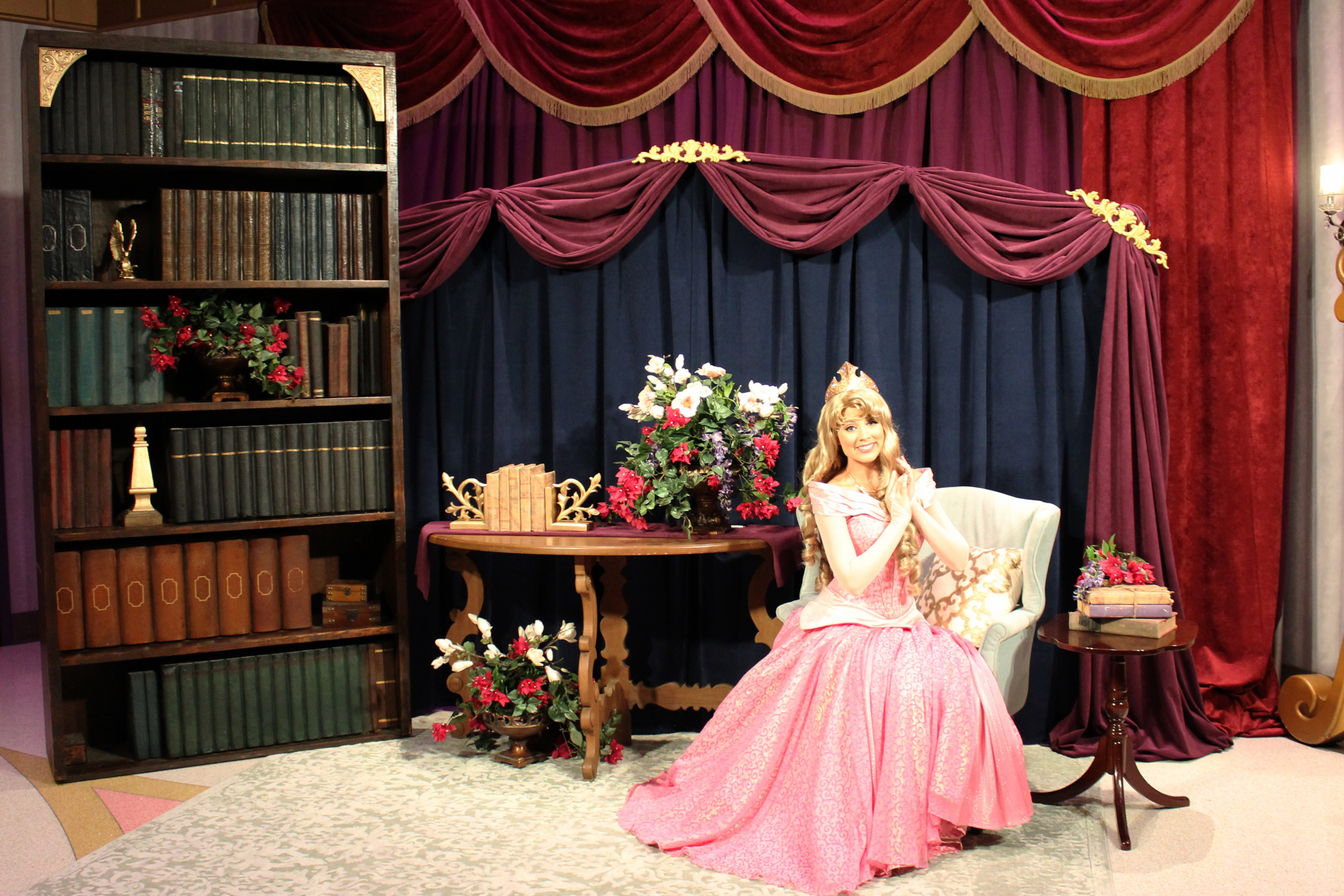
「ディズニー・スプリングス・ミート＆グリート」に登場するオーロラ

オーロラは、ビデオゲーム『キングダム ハーツ』シリーズにノンプレイヤーキャラクターとして登場し、7人のプリンセス・オブ・ハートの一人として描かれた。前日譚となる『キングダム ハーツ バース バイ スリープ』（2010年）では、原作のアニメ映画と同じ出来事を経験する。『Kinect: ディズニーランド・アドベンチャーズ』（2011年）では、鳥が奏でる歌など、さまざまなアイテムを集めるようプレイヤーに要求する。ビデオゲーム「ディズニー マジックキングダムズ」では、プレイアブルキャラクターとして登場する。
オーロラに扮したパフォーマーは、ウォルト・ディズニー・パーク＆リゾートの人気スポット、特にウォルト・ディズニー・ワールドのエプコット、「シンデレラのロイヤル・テーブル」「ディズニー・ドリームズ・カム・トゥルー・パレード」、マジック・キングダムの「プリンセス・フェアリーテイル・ホール」、ディズニーランドのファンタジーランドの「プリンセス・ミーティング・アンド・グリーティング」、ディズニーランド・パリのファンタジーランドの「プリンセス・パビリオン」と「オーベルジュ・ド・センドリヨン」、東京ディズニーランドのファンタジーランドとワールドバザール、香港ディズニーランドの「ウィッシング・ウェル」などに登場している。

### 書籍

#### ディズニー みんなが知らない眠れる森の美女 カラスの子ども マレフィセント
原題は『Mistress of All Evil: A Tale of the Dark Fairy』。オーロラは、セリーナ・バレンチノのヴィランズ・シリーズの4作目に登場する。作中で、彼女はマレフィセントによって眠り続けるよう呪いをかけられ、鏡の世界に奇怪な姉妹たちとともに閉じ込められている。オーロラは実はマレフィセントの娘であり、マレフィセントの残った良い部分からオッドシスターズによって作られたことが、小説の途中で明らかになる。しかし、マレフィセントはオーロラを愛しているというよりも、オーロラの16歳の誕生日にマレフィセントと同じような力が発現することからオーロラを守りたいという強い衝動だけを感じていた。マレフィセントが死んだ後、シーリスはオーロラの力を束縛し、眠りから目覚めさせることができる。

#### ワンス・アポン・ア・ドリーム ねじれた物語
リズ・ブラスウェルによる書籍『ねじれた物語』（原題『A Twisted Tale』）シリーズの2作目では、「もし眠れる森の美女が目覚めなかったら」をテーマにしている。オーロラはマレフィセントが作った夢の世界に閉じ込められ、フィリップがキスで彼女を目覚めさせようとすると、彼もまた夢の世界に閉じ込められてしまう。オーロラはやがて戦士としてマレフィセントに立ち向かい、夢の世界から抜け出す。

## 商標
ウォルト・ディズニー・カンパニーは現在、2007年3月13日に米国特許商標庁に出願した「オーロラ」という名称の商標権で、映画作品の製作と配給、テレビ番組の製作、サウンド・レコーディングとビデオ・レコーディングの製作をカバーしている。「オーロラ」は、ディズニーがその名称とアニメ映画の音楽の一部を取得したバレエ『眠れる森の美女』の主人公の名前であり、舞台や時にはテレビで放送され、後にビデオとして販売されることが多いため、一部で物議を醸している。この商標は2012年1月17日に登録された。

## 評価
オーロラに対する当初の批評家の反応は概して芳しくなく、オーロラの消極性や白雪姫との全体的な類似性に不満を抱いていた。1950年代、ディズニーはシンデレラとオーロラの両方を「ナイーブで柔和なキャラクター」として描き、1937年の『白雪姫』の登場以来、社会における女性の役割がどのように進化してきたかを認めなかったとして、厳しい批判を受けた。批評家たちは、オーロラは見知らぬ人に助けられる美しい若い女性として描かれることで、「古典的な悩める乙女」を表現していることに同意した。『ニューヨーク・タイムズ』のボズレー・クラウザーは、オーロラが白雪姫に似すぎていると感じ、「王女は白雪姫にそっくりで、3、4歳違いのミス・ラインゴールドのカップルかもしれない」と書いた。『タイムアウト』はオーロラを「繊細で下らないキャラクターだ」と断じた。『Bustle』のメアリー・グレース・ガリスは、オーロラについて「明確な個性がほとんどなく、深刻な乙女心症候群に陥っている」と書いた。『Jezebel』のソニア・サライヤもこの意見に共感し、「オーロラには興味深い資質がない」と批判した。サライヤはまた、オーロラをディズニーで最もフェミニストでないプリンセスにランク付けした。同様に、『Bustle』もオーロラを最もフェミニストでないディズニープリンセスにランク付けし、著者のチェルシー・マイズは「オーロラは映画の4分の3の間、文字通り眠っている。オーロラには何の主体性もなく、女性としての進歩もあまり感じられない」と書いた。『Tor.com』のリー・バトラーは、オーロラを「ほとんど暗号以上のもの」と断じ、「バービー人形の模造品で、映画中何もせず、男を見つけることを切々と歌うだけで、究極の受動的な乙女になる」と酷評した。しかしバトラーは、「『眠れる森の美女』におけるオーロラの暗号のような存在感は、もし彼女が唯一の女性キャラクターであったなら腹立たしいものであったろうが、妖精たちやマレフィセントの存在によって、すべての女性がそうであるという潜在意識的な主張となることなく、ありのままの彼女でいることができる」と評した。同様に、『リファインリー29』はオーロラを最もフェミニストなディズニープリンセスの第4位にランク付けし「彼女の叔母たちは、基本的に女性がゲームを支配する場所で彼女を育ててきた」と評した。
オーロラは、1966年にウォルト・ディズニーが亡くなる前に製作されたディズニー最後のプリンセスである。1959年に公開された『眠れる森の美女』は、興行成績が振るわず、批評家たちの印象にも残らなかった。オーロラは、30年後の1989年に『リトル・マーメイド』のアリエルが登場するまで、ディズニー最後のプリンセスであり続けた。Micのメリッサ・ヒューゲルは、『眠れる森の美女』でオーロラが女性として消極的な役割を演じたことが否定的な評判を招き、ディズニーの最悪のプリンセスの1人という評価を得たことも、この休止につながったと考えた。一方、『About.com』のデビッド・ヌセアは、この映画の失敗を「ストーリーの親しみやすさ、オーロラ姫が深い眠りから覚めるのは真実の愛からのキスだけという白雪姫と同じような展開など、前作と前々作に含まれる多くの要素を誇っているため」と分析した。『Hollywood.com』は、『眠れる森の美女』をディズニー最悪のプリンセス映画と位置づけた。一時期、「オーロラ」という名前は人気の赤ちゃんの名前となり、親たちはしばしば娘にこのキャラクターにちなんだ名前をつけた。それでも、オーロラは「忘れられたプリンセス」となり、ディズニーのグッズにもあまり登場せず、その人気はシンデレラ、アリエル、白雪姫のそれに比べると見劣りする。ディズニープリンセスのフランチャイズを立ち上げる際、ディズニー・コンシュマー・プロダクツは、オーロラが青いドレスを着ているシンデレラと区別するために、ピンクのドレスを着て売り出すべきだと決めた。『BuzzFeed』の読者はオーロラに6番目に好きなディズニープリンセスを投票し、9,554票のうち7％を獲得した。『タイム』は、オーロラは2014年にeBayで7番目に売れたディズニープリンセスであり、その年に21万5,856ドルの商品を売り上げたと報じた。『セブンティーン』は、オーロラはディズニーの最も有名なプリンセスの一人だと主張した。
メディアは、オーロラをディズニープリンセスのランキングの最下位に置く傾向がある。『Seventeen』は「ディズニープリンセスの決定版ランキング」でオーロラを最下位にした。同様に、『BuzzFeed』もオーロラを最下位にした。『ムービーパイロット』は、同サイトの、ディズニープリンセスのランキングでオーロラを最下位とし、著者のクリスティン・ライは、オーロラを「居眠り」と断じた。一方、MTVは同サイトの「究極のディズニープリンセス・ランキング」でオーロラを12位にランクインさせた。同様に『E!』もオーロラを12位にランクインさせ、著者のジョン・ブーンは「彼女自体は悪いプリンセスではない。実際、すべてのプリンセスの中で一番かわいいかもしれない。しかし、彼女は映画の半分で眠っている。可愛いけど、すごく退屈だ」と語った。『ジンビオ』はオーロラをディズニープリンセスの中でワースト2位にランク付けした。『BuzzFeed』はオーロラをディズニープリンセスの中で最も知性のないプリンセスの1人にランク付けし、著者のレオノーラ・エプスタインは、オーロラを「してはいけないと言われているのにソケットに指を入れてしまう子供と同じだ」と断じた。しかし、オーロラの美しさとファッションは評価されており、『Stylist』はオーロラのブローアウトを「プリンセスになるための究極のヘアスタイル」と賞賛し、ディズニーの「ベスト・ビューティー・ルック」にランクインさせ、『Bustle』は「最もホットなディズニープリンセス」と評した。『エンターテインメント・ウィークリー』は、オーロラの髪型をディズニープリンセスの中で2番目に良いと評価し、著者のアニー・バレットは「憧れの的」と評した。『オー・マイ・ディズニー』は、オーロラのドレスのピンクとブルーのバージョンを、ディズニープリンセスのすべての衣装のランキングで15位と16位にランク付けし、ブルーのキャラクターを好むと書いた。『marie claire』は、オーロラの衣装を「史上最も偉大な20の映画ドレス」にランクインさせ、「すべてのディズニープリンセスの中で、オーロラにはファッショナブルなエッジがあった」と書き、歌手のケイティ・ペリーやニッキー・ミナージュに真似される価値があるとした。オーロラは、『ムービーパイロット』の「最も美しい衣装は？13人のディズニー・ディーバ・ランキング」にランクインした。著者のミケイラ・スローンは、「オーロラのドレスのラインは完璧で、彼女の肩は美しく際立っている」「彼女の髪は無理なくウェーブしており、アクセサリーは彼女の特徴を完璧に際立たせている」と絶賛した。『Bustle』は、オーロラは3番目にスタイリッシュなディズニープリンセスとしており、『E!』はオーロラが6番目に素晴らしいドレスを着ているとし、ピンクのドレスを好むと声を上げた。『バズフィード』は「ディズニープリンセスの衣装72着の決定版ランキング」でオーロラのドレスを11位にランクインさせた。『セブンティーン』は、オーロラはディズニープリンセスの中で5番目にイメージチェンジした書いた。『コスモポリタン』の「最もホットなディズニープリンセス14人」ランキングで、オーロラは12位にランクインし、著者のフランク・コボラは、オーロラを「居眠りばかりしているキャラクター」とし、「いつも昼寝をしている大学のあの子」と例えた。
コスタはオーロラの演技で広く称賛を集めている。『バズフィード』は、同サイトのディズニープリンセスの歌声ランキングでオーロラを9位にランクインさせ、著者のケルシー・ウィリスは、「ディズニーにオペラのような歌声をもたらしたことに特別な賛辞を贈る」と評価した。『バラエティ』は、コスタの「豊かで表現力豊かな」演技を称賛し、「オーロラに実体感と力強さを与えている」と賞賛した。『サンフランシスコ・クロニクル』のジョン・クラークは、コスタの歌声を「押しつけがましくなく、甘ったるくもなく、わずか数分のスクリーンで魅惑的な印象を与えることができた」と評価した。「アーティストダイレクト」のリック・フロリーノは、コスタが「純粋で誠実な活気を映画にもたらした」と書いた。
『眠れる森の美女』はコスタにとって初めての歌の仕事であり、それ以前はプロとしての歌の経験はほとんどなかった。それ以来、この役はコスタのキャリアに大きな影響を与え、アニメからオペラの役への移行を成功させた。コスタは、ウォルト・ディズニーと『眠れる森の美女』によって仕事に対する倫理観を植え付けられ、それがキャリア全体を通じて維持された。コスタはオペラ歌手として大成功を収め、『ニューヨーク・タイムズ』は彼女を「オペラの舞台を飾る最も美しい女性のひとり」と称え、『ガーディアン』のポール・マキネスは彼女を「アメリカ最高のソプラノ歌手のひとり」と評した。ジャクリーン・ケネディは、亡き夫ジョン・F・ケネディの追悼式でコスタに歌うよう自ら要請した。他の場所での成功にもかかわらず、コスタはオーロラの声を担当したことを最大の功績として高く評価し続けている。コスタは1999年に正式にディズニー・レジェンドに認定され、現在もディズニーのプロモーションに出演している。1997年には、『眠れる森の美女』のホームビデオ発売を記念して、地元テネシー州ノックスビルで劇場上映会を開催した。1989年、コスタは1986年のホームビデオ発売以来の使用料を求めてディズニーを提訴した。ディズニーは、ビデオテープは映画の単なるバージョンであると主張したが、彼女とスタジオとの契約により、彼女の許可なく「一般に販売するための蓄音機による録音や転写」を製作することはできないとしていた。この裁判は、コスタが将来のすべての権利を放棄することを条件に、非公開の金額でコスタに有利な形で和解が成立した。コスタは映画公開後60年近く、すべてのファンレターに返事を出し続けたが、86歳になる2016年に年齢を理由に返事を出すのをやめた。しかし、現在も彼女はコンベンションでファンに会い、サインをし続けている。2020年、90歳の誕生日を迎えたコスタは、ファンレター全般を送るのをやめるよう人々に求めたが、長年の継続的な愛とサポートに改めて感謝した。
『マレフィセント』と『マレフィセント2』でオーロラを演じたエル・ファニングの演技は、おおむね好評だった。『ポップマターズ』のJ.C.マセック3世は、「ファニングはオーロラにインスピレーションを与える人選だった」と述べた。『シカゴ・トリビューン』のマイケル・フィリップスも彼女の演技を絶賛した。『ハリウッド・リポーター』のシェリ・リンデンは、「ファニングがオーロラの愛らしさにダイヤの原石のような側面をもたらした」と述べ、「彼女はありきたりのディズニープリンセスではなく、強い正義感と生来のタフネスを持った自然の子だ」と付け加えた。『シカゴ・サンタイムズ』のリチャード・ローパーは、続編でのファニングの演技を「かなりの気迫と闘争心を持っている」と称賛した。『エンパイア』のヘレン・オハラは、2作目において、「ファニングは時折オーロラにとって役に立つことを見つけることに成功しているが、これは基本的に物静かな無表情になるようにデザインされたキャラクターとしては並大抵のことではない」と語った。IGNのロージー・ナイトは、2作目でのファニングの描写を「相変わらず魅力的だ」と評価した。1作目でのファニングの演技は、第41回サターン賞のサターン若手俳優賞にノミネートされたほか、2014年ティーン・チョイス・アワードの映画女優賞アクション部門、2015年キッズ・チョイス・アワードのフェイバリット映画女優賞にノミネートされた。